# Pleurothallis quisqueyana
Pleurothallis quisqueyana är en orkidéart som beskrevs av Donald Dungan Dod. Pleurothallis quisqueyana ingår i släktet Pleurothallis och familjen orkidéer. Inga underarter finns listade i Catalogue of Life.